# 章丘大葱
章丘大葱是章丘当地的主要土特产之一，而章丘也以大葱闻名，主产地绣惠镇女郎山脚下，此葱主要特点是高大甜脆，每年都组织“葱王”评选活动，有的葱高达两米以上。2014年曾作APEC全聚德烤鸭用葱。。